# Unión Cívica Radical del Pueblo
La Unión Cívica Radical del Pueblo (UCRP) fue un partido político de Argentina de ideología centrista surgido de la división de la Unión Cívica Radical en 1957. Su líder fue Ricardo Balbín. Llegó al gobierno en las elecciones presidenciales de 1963, realizadas con las dos principales fuerzas políticas proscriptas (peronismo y frondizismo), oportunidad en que fue elegido presidente Arturo Illia. En 1972 el gobierno militar le asignó el nombre «Unión Cívica Radical». La actual Unión Cívica Radical es su continuidad jurídica.

## Origen
En septiembre de 1955, ni bien instalado el gobierno militar de la Revolución Libertadora, se manifestaron dos grandes tendencias dentro del espectro antiperonista:
- un sector buscaba restablecer alguna forma de acercamiento y conciliación con el peronismo;
- otro sector buscaba "desperonizar" el país, mediante una estricta política represiva del peronismo y los sindicatos.

Dentro del gobierno militar el sector conciliador estaba representado por el presidente, el general Eduardo Lonardi, mientras que el segundo sector duro estaba representado por el vicepresidente, el almirante Isaac Rojas y la Marina en general.
El 10 de noviembre de 1955 se constituyó una Junta Consultiva del gobierno militar, presidida por el almirante Rojas, e integrada por representantes de los partidos políticos con excepción del peronismo y el comunismo. Los miembros en representación de la Unión Cívica Radical fueron los unionistas Juan Gauna y Miguel Ángel Zavala Ortiz y los intransigentes Oscar Alende y Oscar López Serrot. Dos días después, renunciaron Rojas y todos los miembros, menos los dos representantes de la Unión Federal, con el fin de presionar la renuncia de Lonardi. El 15 de noviembre renunció Lonardi y asumió como presidente el general Aramburu, fortaleciéndose la línea antiperonista dura.   

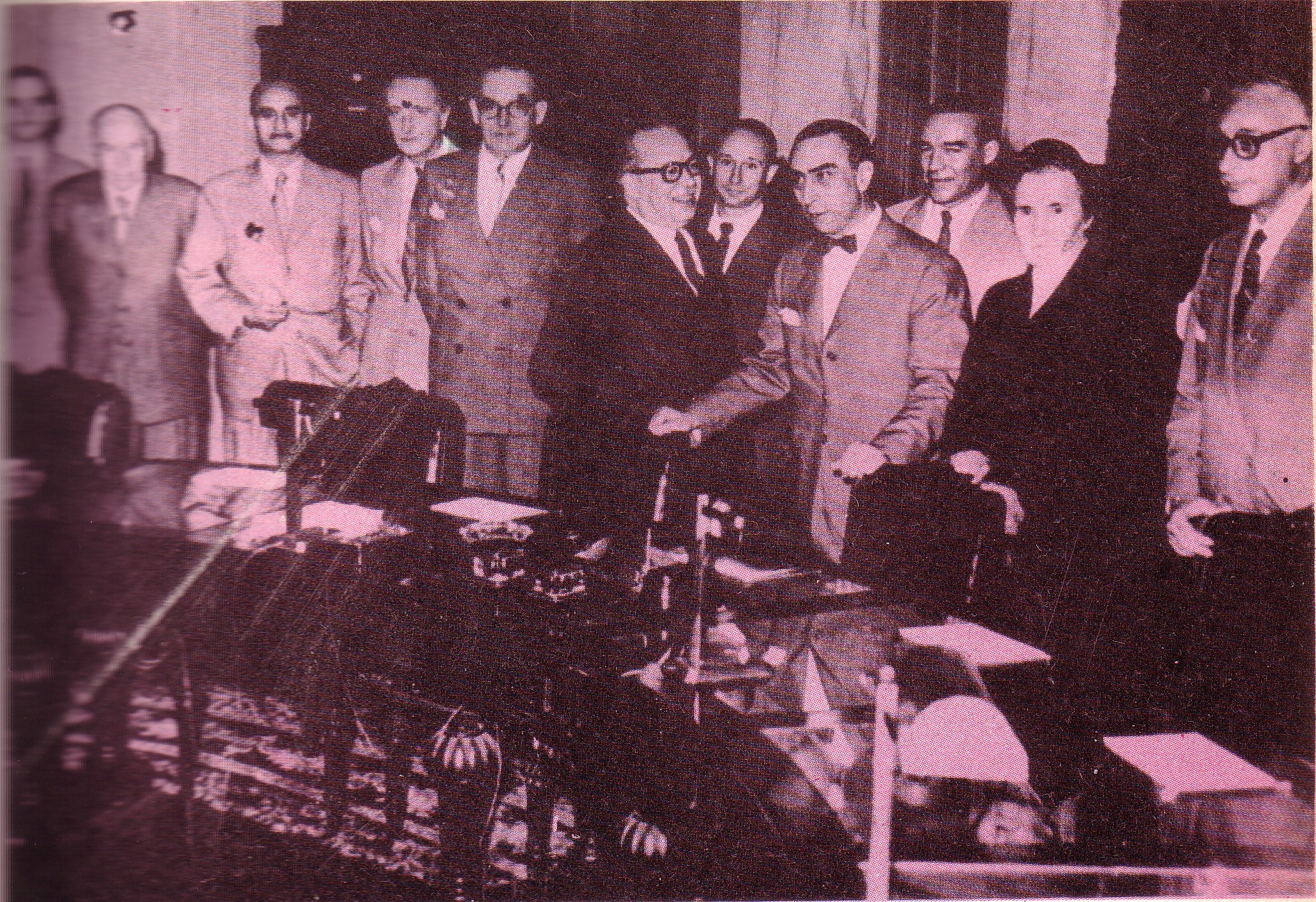
1ª reunión de la Junta Consultiva de la Revolución Libertadora; el radical Zavala Ortiz saluda al almirante Rojas.

En la UCR nuevamente volvieron a presentarse dos posiciones fuertemente opuestas: los unionistas y algunos intransigentes participaron activamente en la Revolución Libertadora, incluso formando Comandos Civiles paramilitares para tomar sindicatos y reprimir a los grupos peronistas. Otro sector, mayoritariamente intransigente, propuso una posición crítica frente a la Revolución Libertadora, proponiendo buscar un acuerdo con el peronismo y oponiéndose al desmantelamiento del estado de bienestar creado durante el gobierno de Perón.
A fines de 1956 Frondizi, presidente del Comité Nacional, propuso declarar un candidato a presidente de la Nación que pusiera presión al gobierno militar para convocar a elecciones. La propuesta, que fue apoyada por la mayoría del Movimiento de Intransigencia y Renovación (MIR), fue aprobada por la Convención Nacional reunida en Tucumán, que nominó a Arturo Frondizi como candidato de la UCR a presidente de la Nación, acompañado por Alejandro Gómez.
Frente a esa decisión, los sectores balbinistas del MIR, que se habían opuesto a nominar un candidato sin recurrir al voto directo de los afiliados (postura histórica del MIR), junto a los unionistas y sabattinistas, se separaron del Comité Nacional y constituyeron otro Comité Nacional presidido por Crisólogo Larralde con el nombre de Unión Cívica Radical del Pueblo (UCRP). Por su parte el sector frondizista, que contaba con importante presencia juvenil, tomó el nombre de Unión Cívica Radical Intransigente (UCRI).
La UCRI definió un programa inspirado en la Declaración de Avellaneda con nuevos componentes industrialistas que irían dando forma a su adhesión al desarrollismo. Por su parte la UCRP, se identificó más claramente con la Revolución Libertadora, y convocó a elecciones internas para definir los candidatos por el voto directo, en las que se impuso Ricardo Balbín acompañado de Santiago H. del Castillo, en alianza con Sabattini, y venciendo al unionismo tradicional que impulsó la fórmula Zavala Ortiz-Sanmartino.
La Unión Cívica Radical del Pueblo (UCRP) fue controlada desde un principio por los unionistas, encabezados por Ernesto Sammartino y se vinculó al jefe del gobierno militar, General Aramburu (Potash II, 346-349), para aparecer frente a la opinión pública como expresión política de la Revolución Libertadora.

## Reforma de la Constitución Nacional de 1957
El 28 de julio de 1957 se realizan elecciones de representantes para reformar la Constitución Nacional. Proscripto el peronismo los dos partidos políticos principales son radicales. Triunfó la Unión Cívica Radical del Pueblo que obtuvo 2.117.160 votos contra la Unión Cívica Radical Intransigente que obtuvo 1.821.459 votos. Pero debido a que los votos en blanco no se computan, pocos repararon en las consecuencias políticas del hecho de que las personas que votaron en blanco (2.119.147) superaron al partido más votado, la UCRP. La mayor parte de esos votos en blanco provenían de peronistas cuyo partido había sido ilegalizado
En la elaboración del artículo 14 bis tuvo un papel destacado el convencional balbinista entrerriano Luis María Jaureguiberry, de la UCRP quien en el debate destacaba definió el artículo como "una transacción de contenido histórico entre los que querían mantener la intangibilidad de la Carta del 53 en su redacción y los que deseábamos colocarnos en nuevos tiempos para no marchar a la zaga en principios de avanzada social" (G. Arzac,105).   
Inmediatamente después de aprobado el artículo 14 bis referido a los derechos del trabajo, los convencionales conservadores y sabattinistas se retiraron de la Convención Constituyente dejándola definitivamente sin quórum para evitar que se siguiera avanzando en la sanción de derechos sociales y económicos. El hecho fue duramente criticado desde las fuerzas políticas progresistas.

## Elecciones presidenciales de 1958
El 23 de febrero de 1958 se realizó la elección para presidente. Los dos principales candidatos son radicales: Arturo Frondizi por la UCRI y Ricardo Balbín por la UCRP. Los votos de la población que adhería al peronismo se volcó francamente en favor de Frondizi, quien triunfó con 4.049.230 votos, y en todas las provincias, contra 2.416.408 votos que obtuvo Balbín.

## Gobierno de Arturo Illia (1963-1966)

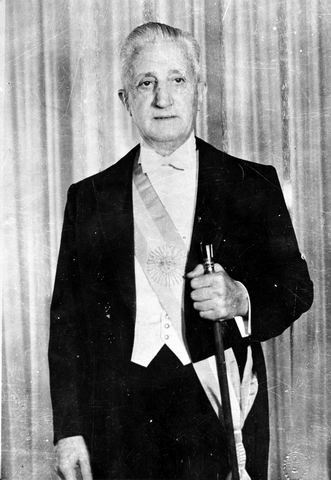
Arturo Illia, elegido en 1963, derrocado en 1966.

El 7 de julio de 1963 se realizaron las elecciones presidenciales. Los candidatos peronistas fueron ilegalizados nuevamente. Por esa razón, otra vez los dos candidatos principales fueron radicales: Arturo Illia de la UCRP, y Oscar Alende de la UCRI. En la UCRP Ricardo Balbín y Miguel Ángel Zavala Ortiz (unionista) habían renunciado a ser candidatos, presionados por la derrota del "ala conservadora" de la UCRP en 1958, pero también porque pensaban que la UCRI volvería a ganar, repitiendo la alianza con el peronismo inhabilitado para presentarse a elecciones. Pero en la UCRI, los sectores no identificados la estrategia de alianza con el peronismo impulsada por Frondizi desde su reclusión, fracturaron el partido y presentaron la candidatura presidencial de Alende. 
El 7 de julio de 1963 se realizaron elecciones con el siguiente resultado: 
| Elecciones presidenciales de 1963      | Elecciones presidenciales de 1963  | Elecciones presidenciales de 1963 | Elecciones presidenciales de 1963 |
| Fórmula presidencial                   | Partido                            | Votos                             | %                                 |
| -------------------------------------- | ---------------------------------- | --------------------------------- | --------------------------------- |
| Arturo Illia - Carlos Perette          | Unión Cívica Radical del Pueblo    | 2.440.536                         | 25,15                             |
| Votos en blanco                        | Votos en blanco                    | 1.694.718                         |                                   |
| Oscar Alende - Celestino Gelsi         | Unión Cívica Radical Intransigente | 1.592.872                         | 16,41                             |
| Pedro Eugenio Aramburu - Horacio Thedy | Unión del Pueblo Adelante (UDELPA) | 726.663                           | 7,48                              |
|                                        | Partido Demócrata Progresista      | 633.934                           | 6,53                              |
| Olmos                                  | Partidos del Centro                | 499.822                           | 5,15                              |
| Horacio Sueldo                         | Partido Demócrata Cristiano        | 324.723                           | 3,34                              |
| Alfredo Palacios                       | Partido Socialista Argentino       | 288.339                           | 2,97                              |
| Arturo Orgaz                           | Partido Socialista Democrático     | 258.787                           | 2,66                              |

Una vez más, la cantidad de votos en blanco, que expresaban al electorado peronista impedido de votar, sumaba un gran porcentaje. Curiosamente, en esta elección, los votos en blanco fueron declarados válidos, para excluir a los partidos más pequeños, que precisaban alcanzar el piso del 3% de los votos válidos para poder ingresar al Parlamento.
La UCRP ganó en 12 provincias (Buenos Aires, Catamarca, Córdoba, Chubut, Entre Ríos, Formosa, La Rioja, Misiones, Río Negro, Santa Cruz, Santa Fe y Santiago del Estero); la UCRI se impuso en 4 provincias (Corrientes, Jujuy, La Pampa y Tucumán). Otros partidos se impusieron en 6 provincias.
Illía era un médico del partido Unión Cívica Radical del Pueblo, radicado en Córdoba donde había sido vicegobernador entre 1940 y 1943 siguiendo a Santiago del Castillo, y elegido gobernador en las anuladas elecciones de 1962. Fue uno de los fundadores del Movimiento de Intransigencia y Renovación (MIR) en 1945, perteneciente a la Línea Córdoba, o sabattinista, y sus posturas en general eran más progresistas que las de Balbín. En gran medida inspiraría su gobierno en la Declaración de Avellaneda elaborada dos décadas atrás.
El 12 de octubre de 1963 asumió Arturo Illia como presidente. Su vicepresidente fue Carlos Humberto Perette. 
Al formar el gabinete, Illia utilizó una política llamada en aquel entonces de "equilibrio pendular", buscando equilibrar las tres grandes tendencias que en ese momento se habían organizado en la UCRP:
- la coalición unionista-larraldista (Crisólogo Larralde había muerto en 1962)
- el balbinismo
- la Línea Córdoba o sabattinistas, base de apoyo de Illia.

El gabinete estableció un equilibrio preciso entre unionistas y balbinistas. Los balbinistas ocuparon los ministerios de Economía, Educación y Trabajo que correspondieron a Eugenio Blanco (y luego Juan Carlos Pugliese), Carlos Alconada Aramburú y Fernando Solá. Los ministerios de Relaciones Exteriores, Obras Públicas y Defensa, fueron asignados a los unionistas Miguel Ángel Zavala Ortiz, Miguel A. Ferrando y Leopoldo Suárez, luego de una dura lucha interna. Los dos ministerios restantes, Interior y Salud Pública, fueron ocupados por el balbinista-sabattinista Juan Palmero y por el unionista Arturo Oñativia pero hombre de confianza del presidente. En la conformación del gabinete quedaron excluidos los larraldistas, que pretendían el Ministerio de Trabajo, pero resultaron definitivamente bloqueados por Balbín (Potash,180).
En el Congreso, el balbinista Arturo Mor Roig fue elegido presidente de la Cámara de Diputados, cargo en el que habrá de destacarse.
Una de sus primeras medidas fue anular los contratos petroleros firmados con empresas extranjeras por Arturo Frondizi, pagando cuantiosas indemnizaciones, y reservando a la empresa estatal Yacimientos Petrolíferos Fiscales (YPF), dirigida por Facundo Suárez, la actividad de exploración y la compra de la producción a las empresas concesionarias. En aquel momento fue muy aplaudido por los sectores nacionalistas y de centro-izquierda, pero años más tarde, algunos sectores progresistas criticarán esa decisión por rechazar de plano el capital extranjero, incluso dentro de las corrientes alfonsinistas de la UCR.

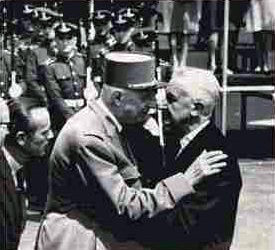
Arturo Illia y Charles De Gaulle en Buenos Aires, 1964.

Illia sancionó también algunas importantes leyes laborales y sociales como la que crea el Consejo del Salario Mínimo Vital y Móvil, que establece un organismo tripartito, y la llamada Ley Oñativia de Medicamentos, que estableció serias regulaciones a la producción de medicamentos por parte de los laboratorios, incluyendo un principio de socialización de los medicamentos. La ley fue acusada de comunista por parte de los sectores conservadores y es considerada como una de las causas inmediatas del derrocamiento de Illía.
En materia económica, el gobierno de Arturo Illia tuvo una política de ordenamiento del sector público, de disminución de la deuda pública y de impulso a la industrialización. Se creó la Sindicatura de Empresas del Estado, para un control más eficaz de las empresas públicas. La evolución del Producto Bruto Interno durante ese período fue del 10,3% para el año 1964 y del 9,1% para el año 1965. La evolución del Producto Bruto Industrial fue del 18,9% para el año 1964 y del 13,8% para el año 1965. La deuda externa disminuyó de 3.400 millones de dólares a 2.600 millones. El salario real horario creció entre diciembre de 1963 y diciembre de 1964 un 9,6%. La desocupación pasó de 8,8% en 1963 a 5,2% en 1966.
Durante el gobierno de Illía los sindicatos organizados en la CGT, tanto la mayoría peronista de las 62 Organizaciones como la minoría comunista del MUCS, mantuvieron una actitud sumamente combativa, llegando a implementar una dura estrategia de tomas de fábrica, que alarmó a los sectores conservadores y que suele también invocarse como causa inmediata de su derrocamiento.
Adicionalmente, Arturo Frondizi, que era el presidente constitucional y no pudo participar en las elecciones de 1963 por encontrarse detenido por los militares, fue un duro crítico del gobierno de Illia y alentó abiertamente su derrocamiento.
Finalmente, la mayor parte de la prensa, y en especial las revistas Todo y Primera Plana y los periodistas Mariano Grondona y Bernardo Neustadt, desarrollaron una crítica sumamente destructiva, denominándolo "la tortuga", que deterioró su imagen pública. Décadas después, ambos periodistas se manifestarán arrepentidos por ese accionar.
Illia también tuvo fuertes desavenencias con los miembros de la UCRP dentro de su propio gobierno. Por un lado el vicepresidente Perette, le restó permanentemente poder a Illia, por su decisión de cogobernar. Por otro lado el ministro de Economía, Eugenio Blanco, se vio enfrentado por el equipo radical en el Banco Central (Félix de Elizalde y Alfredo Concepción) aliados con el canciller Miguel Ángel Zabala Ortiz. Adicionalmente, en el Congreso, el presidente de la Cámara de Diputados, Raúl Fernández quien respondía a Illía, mantenía un duro enfrentamiento con los balbinistas, encabezados por Juan Carlos Pugliese. Y finalmente, Zabala Ortiz, mantuvo una dura puja con el presidente Illía, criticando la mayor parte de sus políticas progresistas. Un ejemplo de ello fueron las críticas a Facundo Suárez, a cargo de YPF, o la visita del canciller a Vietnam del Sur en apoyo de la acción norteamericana allí, que contaba con la desaprobación del presidente.  
Lo cierto es que, el gobierno de Illía, se vio doblemente debilitado por su intención de aplicar la Declaración de Avellaneda; por una parte, rechazado por su posición de centro-izquierdista por una parte considerable de la UCRP y sus aliados, y por otra parte rechazado por la posición marcadamente anti-peronista y anti-sindical que la UCRP había sostenido desde el golpe militar que derrocó a Perón.
Pese a todo, el gobierno de Illia iniciará una década (1963-1974) de extraordinario crecimiento económico, en la que Argentina alcanzará las tasas más altas del mundo (Gerchunoff el al, 309 y ss). Paradójicamente, será una década de desavenencias y extrema violencia política y social, que terminará en una tragedia histórica en 1976.
El 26 de junio de 1966, el general Juan Carlos Onganía derrocó al presidente Arturo Illia, e inició una dictadura de tipo permanente que será conocida con el nombre de Revolución Argentina. 
Contemporáneamente, existe una inhabitual unanimidad de la sociedad argentina para reconocer en Arturo Illía un ejemplo del político honesto e incorruptible.

## Actuación durante laRevolución Argentina(1966-1973)
Por la UCRP firman el documento Ricardo Balbín y Enrique Vanoli. La Hora del Pueblo marcó un notable cambio en la historia argentina, a partir del dato de que es la primera vez que radicales y peronistas actúan políticamente juntos (Potash, 197). Simultáneamente los máximos dirigentes de la UCRP establecerán una línea de contactos frecuentes con el general Lanusse, a quien brindarán un relativo apoyo para impulsar una salida electoral (Potash, 197 y ss).
Reapareció entonces una cierta actividad de los partidos políticos. En la UCRP, Raúl Alfonsín, quien era presidente del radicalismo de la Provincia de Buenos Aires desde 1965, comienza a aglutinar a su alrededor a un grupo de dirigentes con tendencias social-demócratas. Entre ellos están Bernardo Grinspun, Roque Carranza, Germán López, Raúl Borrás, entre otros.
El balbinismo, conducción oficial de la UCRP, había expresado su crítica a la dictadura militar que derrocó al gobierno de Illia. Balbín había mantenido contactos con Perón desde 1967 y el 25 de mayo de 1970 habló en un acto relámpago organizado por la UCRP en Buenos Aires que fue cubierto por el diario La Nación. En ese entonces, estaban incluidos en el campo balbinista dirigentes como Hidalgo Solá, Arturo Mor Roig, Antonio Tróccoli, Juan Carlos Pugliese, Enrique Vanoli, Rubén Rabanal, Cesar García Puente, Julián Sancerni Jiménez, Raúl Zarrielo, Carlos Raúl Contín, Juan Trilla, entre otros.
Finalmente, en la Línea Córdoba (sabattinismo), se encontraban Arturo Illia y Victor Martínez.
Antes de finalizar 1970, el presidente militar Levingston invitó a los expresidentes que viviesen en el país (excluyendo así a Perón) a una reunión para brindarle consejo. Guido y Frondizi aceptaron. Illia y Onganía rechazaron la invitación.
El gobierno de Levingston no se sostuvo, y menos de un año después de asumir, el 21 de marzo de 1971, fue reemplazado para que asuma el general Lanusse.
Ricardo Balbín, como presidente de la UCRP, mantuvo conversaciones con Lanusse para coordinar una salida electoral. Lanussse quería que el radical balbinista Arturo Mor Roig fuere su ministro del Interior, encargado de instrumentar la transición. Adicionalmente coinciden en promover un nuevo régimen electoral y de partidos políticos.
La Hora del Pueblo avalará unánimemente a Mor Roig como ministro del Interior, y este renunciaría a la UCRP para asumir su cargo. Más adelante, Hidalgo Solá y Antonio Tróccoli, rechazarán el ofrecimiento a ser ministros del gobierno militar.

## Atribución exclusiva del nombre«Unión Cívica Radical»
Finalmente, Lanusse se compromete a otorgar la sigla de «Unión Cívica Radical» a la UCRP, y al mismo tiempo exigir a la UCRI el cambio de su nombre, que pasaría a llamarse Partido Intransigente.

### Serie Unión Cívica Radical
- Revolución del Parque o Revolución del 90 (1890)
- Revolución de 1893
- Revolución de 1905 (Argentina)
- Historia de la Unión Cívica Radical: 1903-1916
- Historia de la Unión Cívica Radical: 1916-1930
- Historia de la Unión Cívica Radical: 1930-1943
- Historia de la Unión Cívica Radical: 1943-1955
- Historia de la Unión Cívica Radical: 1955-1972
- El gobierno de Arturo Frondizi (1958-1962)
- El gobierno de Arturo Illia (1963-1966)
- El gobierno de Raúl Alfonsín (1983-1989)
- Historia de la Unión Cívica Radical: los años 1990

### Otros artículos relacionados
- Juventud Radical
- Unión Cívica de la Juventud
- Unión Cívica
- Unión Cívica Nacional
- Unión Cívica Radical Antipersonalista
- FORJA
- Franja Morada
- Junta Coordinadora Nacional
- Movimiento de Integración y Desarrollo
- Movimiento de Renovación y Cambio
- Lencinismo
- Bloquismo
- Radicales G
- Unión Cívica Radical Intransigente
- Unión Cívica Radical del Pueblo

- Datos: Q833728